# ليزلي هاردينغ
ليزلي هاردينغ (بالإنجليزية: Leslie Harding)‏ هو سياسي بريطاني وأسترالي (وحمل سابقاً جنسية المملكة المتحدة لبريطانيا العظمى وأيرلندا)، ولد في 3 أغسطس 1895، وتوفي في 15 مارس 1979. حزبياً، نشط في تحالف الليبرالية والريفي. وقد انتخب عضو مجلس النواب جنوب أستراليا من الجمعية عن دائرة Electoral district of Victoria ‏ وقد انضم خلال فترته النيابية (3 مارس 1956 – 5 مارس 1965) للكتلة البرلمانية تحالف الليبرالية والريفي.